# 一级亲属
一级亲属是指一个人的親生父母、和自己擁有同一個親生父母的兄弟姊妹以及他的子女。一级亲属不包括配偶。  一级亲属和核心家庭有些類似，核心家庭相較於一级亲属多了配偶這個家庭成員。
一级亲属中的成員大约有50%的基因和自己相同。醫生可以通過某個人的一级亲属的某種疾病家族史来诊断此人罹患某種疾病的风险。 